# حكاية الملك سلطعون
حكاية الملك سلطعون فيلم دراما ايطالي من إخراج أليسيو ريغو دي ريغي وماتيو زوبيس. عُرض الفيلم في قسم أسبوعي للمخرجين في مهرجان كان السينمائي لعام 2021.

## الإنتاج
صور الفيلم في إيطاليا والارجنتين. قصة الفيلم مقتبسة من اسطورة حول رجل عاش فترة نهاية 1800 وبداية 1900.

## روابط اضافية
- حكاية الملك سلطعون على موقع IMDb (الإنجليزية)
- حكاية الملك سلطعون على موقع قاعدة بيانات الفيلم (الإنجليزية)
- حكاية الملك سلطعون على موقع ليتربوكسد (الإنجليزية)
- حكاية الملك سلطعون على موقع كينوبويسك (الروسية)